# Cecilia Metella Balearica maggiore
Cecilia Metella Balearica maggiore (in latino Caecilia Metella Balearica maior; fl. I secolo a.C.) è stata una nobildonna e sacerdotessa romana, figlia di Quinto Cecilio Metello Balearico, vergine vestale e sacerdotessa della dea Giunone Sospita.
Con la sua influenza riuscì a salvare il giovane Giulio Cesare dall'ira del dittatore Lucio Cornelio Silla, che lo aveva condannato a morte per aver rifiutato di divorziare da Cornelia Cinna Minore. Fu anche la protettrice di Sesto Roscio, difeso da Cicerone e dai suoi nipoti Quinto Cecilio Metello Celere e Quinto Cecilio Metello Nepote Minore nella celebrata orazione Pro Roscio.